# Suvorovske (Suvorovske), Sakî
Suvorovske (în ucraineană Суворовське) este localitatea de reședință a comunei Suvorovske din raionul Sakî, Republica Autonomă Crimeea, Ucraina.

## Demografie
Componența lingvistică a localității Suvorovske
     Rusă (65,46%)
     Tătară crimeeană (19,45%)
     Ucraineană (10,84%)
     Alte limbi (0,29%)
Conform recensământului din 2001, majoritatea populației localității Suvorovske era vorbitoare de rusă (65,46%), existând în minoritate și vorbitori de tătară crimeeană (19,45%), ucraineană (10,84%) și armeană (1,02%).